# Can Corda
Can Corda és una casa entre mitgeres situada al número 14 de la Plaça del Gambeto de Riudaura (Garrotxa) protegida com a bé cultural d'interès local.

## Descripció
És de planta rectangular i teulat a dues aigües amb els vessants vers les façanes principals. Disposa de baixos i dos pisos superiors. En els primers hi veiem la porta d'ingrés, descentrada vers el costat dret, seguint la tipologia general de les cases del seu entorn. Va ser realitzada amb grans carreus molt ben tallats i llinda de pedra que conserva la següent inscripció: 1 7 I S 6 0 (entre la I i la S hi ha una creu cristiana).
Al seu costat hi veiem les antigues quadres, amb àmplia obertura feta de carreus ben tallats i la llinda amb la següent data: 1 7 I H S 6 7 (sobre la H hi ha una creu cristiana). El primer pis té un balcó amb dues obertures, ambdues allindanades; una d'elles disposa d'aquesta llinda: H S (entremig de les lletres hi ha una creu cristiana). El pis superior té tres finestres, una d'elles molt menuda fetes amb llindes de fusta i ampits de pedra.